# Повітряні сили Італії
Військово-повітряні сили Італії (італ. Aeronautica Militare Italiana) — один з видів Збройних сил Італії.

## Історія
Італія була першою країною, що застосувала літаки в бойових діях (під час італійсько-турецької війни 1911—1912 років). Національні військово-повітряні сили було створено 23 березня 1923 року. До моменту вступу Італії до Другої світової війни 1940 року італійські ВПС налічували понад 3000 літаків, однак менше 60 % з них були боєготовими.
Після війни на чисельність збройних сил Італії було накладено серйозні обмеження, однак створення НАТО 1949 року відкрило шлях до переозброєння італійських ВПС, в основному за рахунок американських поставок. Поряд із виробництвом за ліцензією деяких американських літаків італійська авіапромисловість випускала й літаки власної розробки.
29 червня 2023 року, о 08:30 за місцевим часом, літак-носій Eve разом з ракетопланом VSS Unity компанії Virgin Galactic злетів з космопорту в штаті Нью-Мексико (США). на борту крім двох пілотів і астронавта-інструктора компанії Virgin Galactic перебували троє італійських офіцерів-льотчиків. Приблизно через годину польоту, який транслювали з кабіни корабля наживо, на висоті 13600 метрів ракетоплан відокремився від літака, увімкнув власні двигуни і вийшов до кордонів космосу, а саме досягнув граничної висоти 85 км. Весь політ загалом тривав близько півтори години. Італійські льотчики провели 13 наукових експериментів в умовах невагомості, в тому числі дослідження того, як змінюється частота серцевих скорочень пасажирів під час прискорення, спроба виміряти космічне випромінювання у верхніх шарах атмосфери та вивчення того, як поводиться під різним тиском у мікрогравітації різноманітне біопаливо. Коли корабель досяг найвищої точки польоту, присутні на борту розгорнули національний прапор Італії з нагоди 100-річчя Повітряних сил Італії.

## Техніка та озброєння
Станом на жовтень 2017 року озброєння ВПС Італії має такий склад:
| Зображення         | Тип                                              | Виробництво/Країна | Призначення                                            | Модифікація                                             | Кількість     | Примітки |
| Бойові літаки      | Бойові літаки                                    | Бойові літаки      | Бойові літаки                                          | Бойові літаки                                           | Бойові літаки | Бойові літаки |
| ------------------ | ------------------------------------------------ | ------------------ | ------------------------------------------------------ | ------------------------------------------------------- | ------------- | --- |
|                    | Lockheed Martin F-35 Lightning II                | США                | багатоцільовий винищувач                               | F-35A F-35B                                             | 60 15         | Поставки американських літаків, що були у Британії; крім того ще замовлено 60 (A) / 15 (B)                                                  |
|                    | Eurofighter Typhoon                              | Європейський Союз  | багатоцільовий винищувач Навчальний винищувач          |                                                         | 83            | Замінив застарілі F-16 |
|                    | AMX International AMX                            | Італія             | легкий штурмовик                                       | AMX International AMX ACOL AMX International AMX-T ACOL | 69 13         | |
|                    | Panavia Tornado                                  | Європейський Союз  | літак РЕБ винищувач-бомбардувальник                    | Panavia Tornado ECR Panavia Tornado IDS                 | 16 68         | ECR поставлялись від 1990 року, мають СПО й ракети AGM-88 IDS поставлялись від 1980                                                         |
| Патрульні літаки   |                                                  |                    |                                                        |                                                         |               | |
|                    | Dassault-Breguet BR.1150 Atlantic                | Франція            | патрульний протичовновий літак                         |                                                         | 7             | |
| Транспортні літаки |                                                  |                    |                                                        |                                                         |               | |
|                    | Boeing KC-767A                                   | США Італія         | заправник                                              |                                                         | 1             | |
|                    | Lockheed Martin C-130J Lockheed Martin C-130J-30 | США                | транспортний літак                                     |                                                         | 11 10         | |
|                    | Alenia C-27J Spartan                             | Італія             | транспортний літак                                     |                                                         | 12            | |
|                    | Alenia G.222/VS                                  | Італія             | транспортний літак                                     |                                                         | 4             | |
|                    | Piaggio P.166DL3                                 | Італія             | багатоцільовий літак                                   |                                                         | 6             | |
|                    | Piaggio Aero Products P.180                      | Італія             | адміністративний літак                                 |                                                         | 15            | |
|                    | SIAI-Marchetti S.208                             | Італія             | літак зв'язку                                          |                                                         | 20            | |
|                    | Airbus A319CJ                                    | Європейський Союз  | адміністративний літак                                 |                                                         | 3             | |
|                    | Dassault Falcon 50                               | Франція            | адміністративний літак                                 |                                                         | 4             | |
|                    | Dassault Falcon 900 EX                           | Франція            | адміністративний літак                                 |                                                         | 2 3           | |
| Навчальні літаки   |                                                  |                    |                                                        |                                                         |               | |
|                    | Aermacchi M-346                                  | Італія             | навчально-бойовий                                      |                                                         | 5             | 6 замовлено + опціон на 9 |
|                    | Aermacchi MB-339                                 | Італія             | навчально-бойовий аеробатичний літак                   | Aermacchi MB-339A Aermacchi MB-339D Aermacchi MB-339PAN | 31 29 18      | |
|                    | Aermacchi SF-260EA                               | Італія             | навчально-тренувальний                                 |                                                         | 30            | |
| Вертольоти         |                                                  |                    |                                                        |                                                         |               | |
|                    | NH-500E                                          | Італія             | багатоцільовий вертоліт                                |                                                         | 50            | американський вертоліт MD 500 DefenderE вироблявся в Італії за ліцензією                                                                    |
|                    | Sikorsky S-61                                    | Італія             | пошуково-рятувальний зв'язку/адміністративний вертоліт | Sikorsky S-61 Agusta HH-3F Sikorsky S-61 Agusta SH-3DTS | 22 3          | американський вертоліт S-61 Sea King вироблявся в Італії за ліцензією американський вертоліт S-61 Sea King вироблявся в Італії за ліцензією |
|                    | Agusta AB212                                     | Італія             | багатоцільовий вертоліт пошуково-рятувальний           |                                                         | 5 29          | американський вертоліт Bell 212 вироблявся в Італії за ліцензією                                                                            |

## Розпізнавальні знаки

Розпізнавальний знак літаків ВПС Італії
Варіант зменшеної видимості

### Еволюція розпізнавальних знаків
| Розпізнавальний знак на площині | Знак на фюзеляж | Знак на кіль | Коли використовувався | Порядок нанесення |
| ------------------------------- | --------------- | ------------ | --------------------- | --- |
| немає                           | немає           |              | 1911—1914             | |
|                                 |                 |              | 1915—1926             | Знак на кіль від початку 1920-х років міг мати варіант із гербом Савойського дому |
|                                 |                 |              | 1926—1930             | Прийнято новий знак на фюзеляж, що є блакитним колом, у центрі якого розміщена золота лікторська фасція |
|                                 |                 |              | 1930—1935             | Знак на кіль наносився в центрі чи у верхній частині білої смуги італійського триколору |
|                                 |                 |              | 1935—1939             | Знак на кіль той самий. Прийняті нові розпізнавальні знаки на площинах у вигляді кола з трьома стилізованими фасціями. Розпізнавальні знаки на площинах могли бути в двох варіантах: біла окантовка, чорне тло з трьома білими фасціями, або ж чорна окантовка, біле тло з трьома чорними фасціями. |
|                                 |                 |              | 1940—1943             | Знак на кіль наносився в центрі перехрестя, або ж у верхній частині білого хреста. Від 1941 року розпізнавальні знаки на площинах стали маскувального типу, з чорною окантовкою, трьома чорними фасціями, але з тлом під колір самого літака.                                                       |
|                                 |                 |              | 1943—1944             | Після капітуляції Італії у вересні 1943 року всі літаки, що перебували на півночі країни, були захоплені нацистською Німеччиною |
|                                 |                 |              | 1944—1945             | ВПС Італійської Соціальної Республіки |
|                                 |                 | немає        | від 1943 року дотепер | Від жовтня 1943 до 1946 року розпізнавальні знаки ВПС Королівства Італії, що перебувало у стані війни з Третім рейхом, Італійською Соціальною Республікою та їхніми союзниками. Від 1946 року розпізнавальні знаки ВПС Італійської Республіки.                                                      |

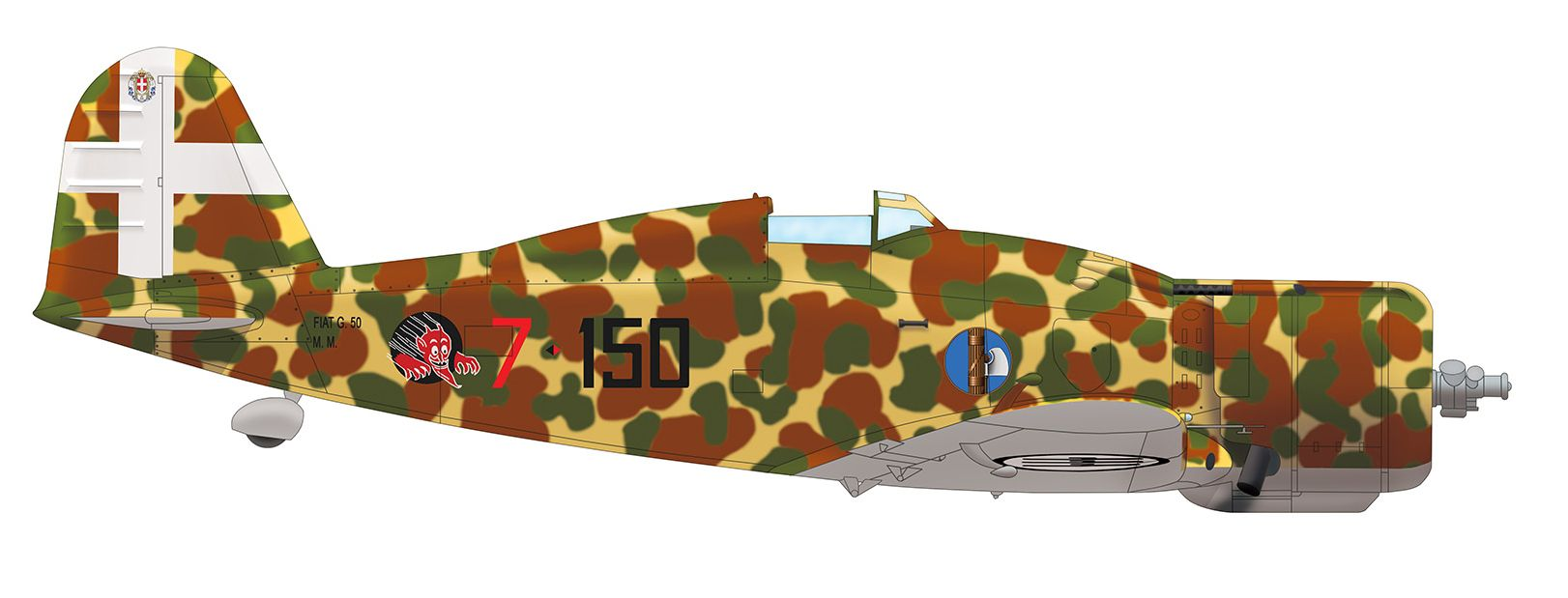
Винищувач Fiat G.50 Freccia з розпізнавальним знаком на кілі в вигляді білого хреста, прийнятого 1940 року
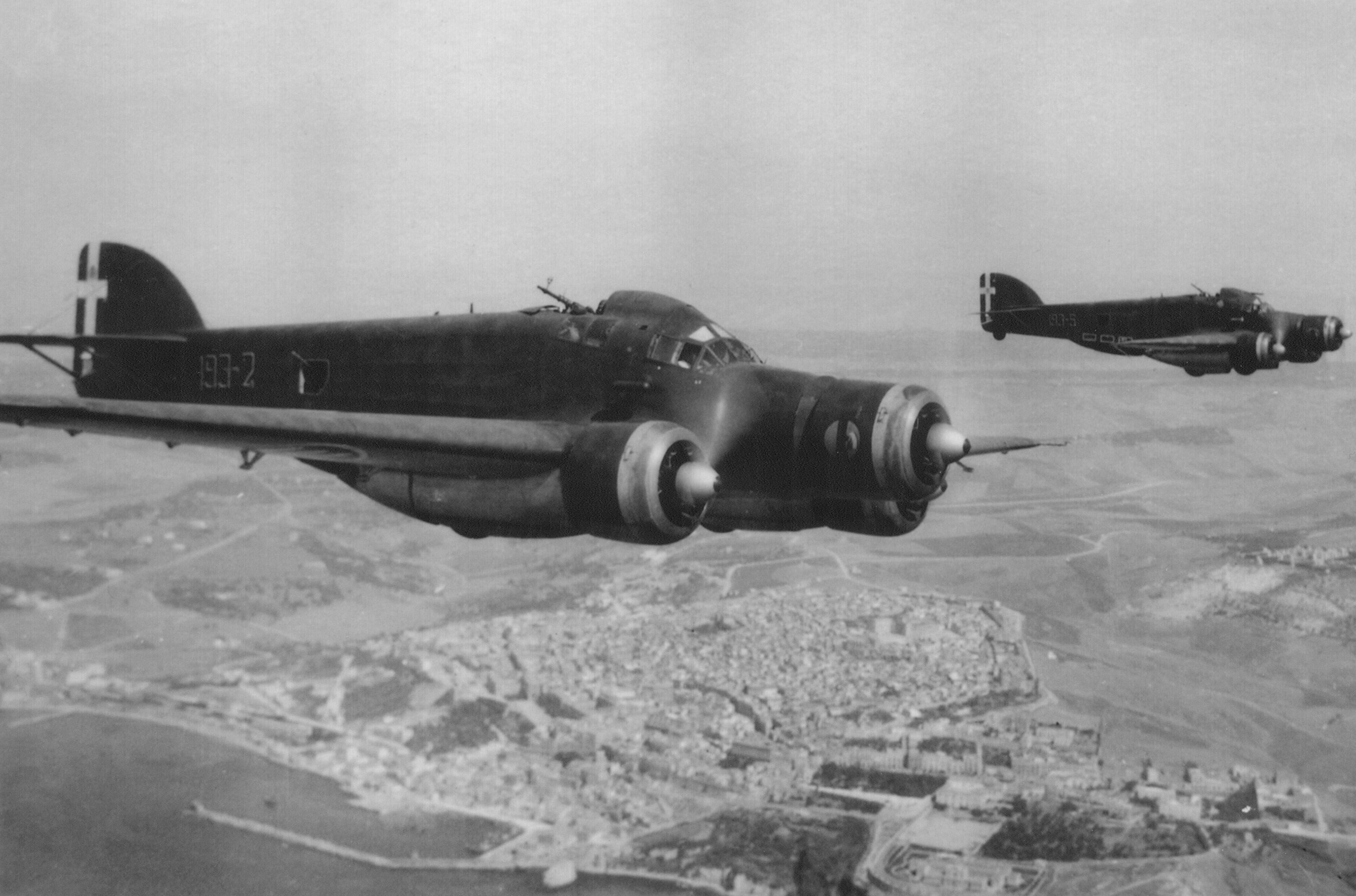
Тримоторні бомбардувальники Savoia-Marchetti S.M.79. Добре видно білий хрест на кілі та знак фюзеляжу на центральному моторі
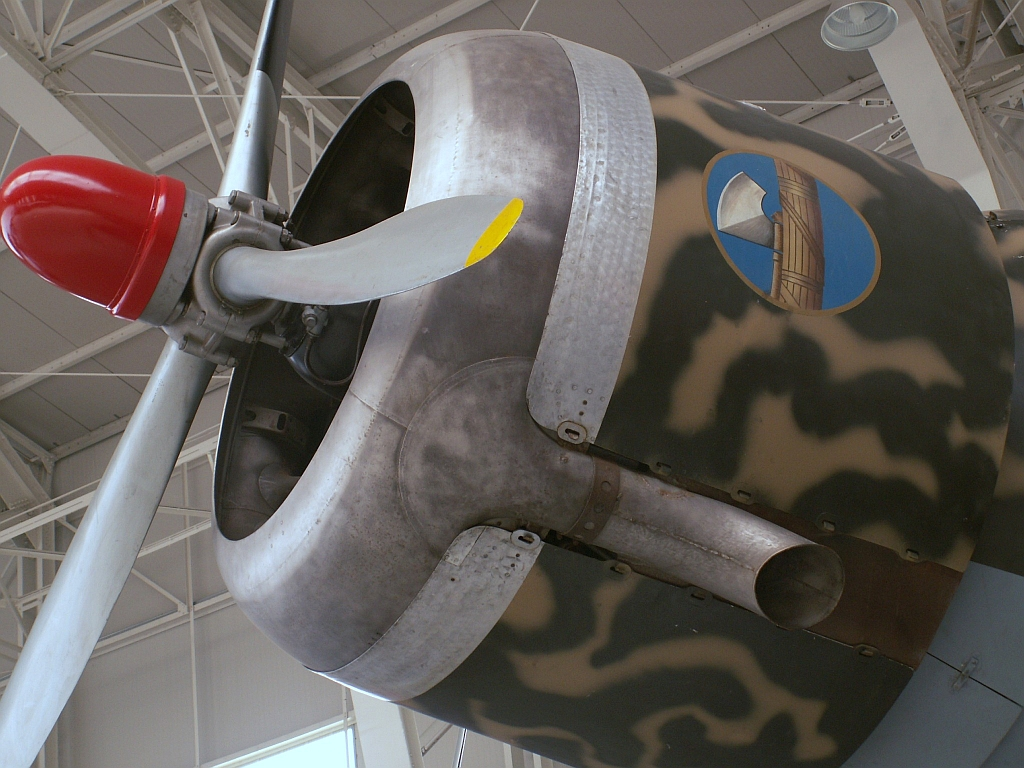
Знак фюзеляжу на капоті мотора бомбардувальника Savoia-Marchetti S.M.79
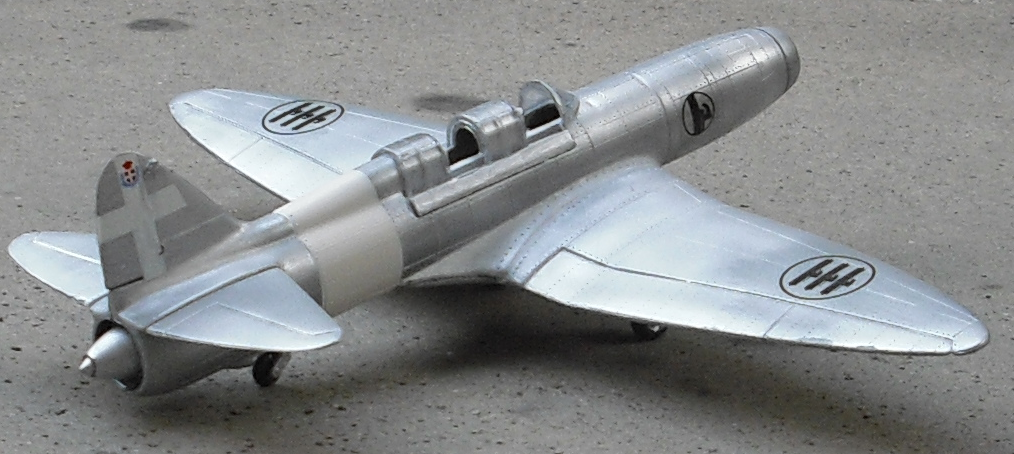
Масштабна модель дослідного реактивного винищувача Campini-Caproni C.C.2 1940 року. Видно знаки на площинах

## Знаки розрізнення

### Генерали й офіцери
| Категорії          | Генерали          | Генерали                  | Генерали                    | Генерали                  | Старші офіцери | Старші офіцери     | Старші офіцери | Молодші офіцери | Молодші офіцери | Молодші офіцери    |
| ------------------ | ----------------- | ------------------------- | --------------------------- | ------------------------- | -------------- | ------------------ | -------------- | --------------- | --------------- | ------------------ |
|                    |                   |                           |                             |                           |                |                    |                |                 |                 |                    |
| Італійське звання  | Generale          | Generale di Squadra Aerea | Generale di Divisione Aerea | Generale di Brigata Aerea | Colonnello     | Tenente Colonnello | Maggiore       | Capitano        | Tenente         | Sottotenente       |
| Український аналог | Генерал-полковник | Генерал-лейтенант         | Генерал-майор               | немає                     | Полковник      | Підполковник       | Майор          | Капітан         | Лейтенант       | Молодший лейтенант |

### Сержанти й солдати
| Категорії          | Підофіцери                     | Підофіцери        | Підофіцери                  | Підофіцери                    | Підофіцери                  | Сержанти і старшини    | Сержанти і старшини | Сержанти і старшини | Солдати           | Солдати             | Солдати     | Солдати      | Солдати       | Солдати |
| ------------------ | ------------------------------ | ----------------- | --------------------------- | ----------------------------- | --------------------------- | ---------------------- | ------------------- | ------------------- | ----------------- | ------------------- | ----------- | ------------ | ------------- | ------- |
|                    |                                |                   |                             |                               |                             |                        |                     |                     |                   |                     |             |              |               | немає   |
| Італійське звання  | primo maresciallo luogotenente | primo maresciallo | maresciallo di prima classe | maresciallo di seconda classe | maresciallo di terza classe | sergente maggiore capo | sergente maggiore   | sergente            | primo aviere capo | primo aviere scelto | aviere capo | primo aviere | aviere scelto | aviere  |
| Український аналог |                                |                   |                             |                               |                             |                        |                     |                     |                   |                     |             |              |               |         |